# سكودو إسباني
سكودو أو اسكودو أو ايسكودو هو اسم لوحدات نقدية متعددة استخدمت في إسبانيا خلال فترات مختلفة من تاريخ البلاد بين القرنين 16 و19. وهو يعني الدرع باللغة العربية.

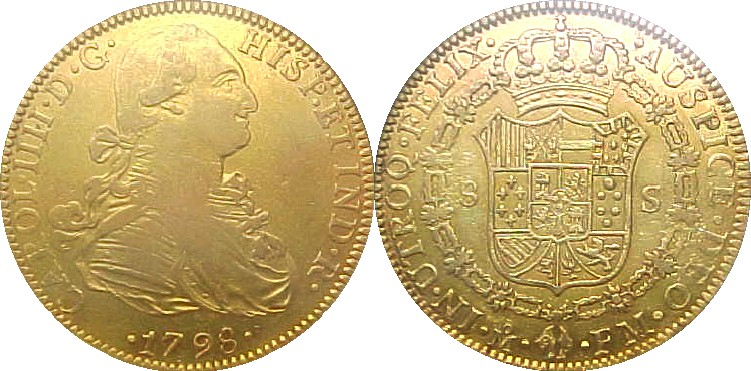
قطعة تساوي 8 سكودو كارلوس الرابع.

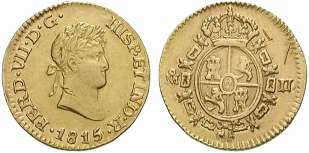
عملة ذهبية تساوي 2 سكودو في فرناندو السابع.

## السكودو الذهبي (1535-1833)
أول سكودو سك كان عملة ذهبية في برشلونة سنة 1537/1535، وزنه 3.4 غرام وقيمته 350 مرافيدي، وكانت تلك العملة معدة لدفع نفقات الحملة العسكرية على تونس. ولكنه لم يصبح عملة تداول رئيسية بكامل الأراضي الإسبانية حتى عهد فيليب الثاني، حيث جرى تقسيمه إلى ريال [الإنجليزية] ومارافيد. واستمر ذلك بعد عهد فيليب الثاني حتى زمن فرناندو السابع حيث كانت القطع النفدية تقوم بالسكودو التي استمر سكها حتى سنة 1833. بالبداية كان يعادل 16 ريال. وعندما تعددت إصدارات الريال، أصبح السكودو يعادل 16 ريال فضة (بالإسبانية: reales de plata)‏ سنة 1642 ثم 16 ريال فضة المسماة (بالإسبانية: reales de plata fuerte)‏ أو 40 من ريال الصوف (بالإسبانية: reales de vellón)‏ بدءا من 1737.
وأصدرت العملات الذهبية مع الوجه من ½ و1 و2 و4 و8 سكودو. واشتهرت قطعة 2 سكودو باسم دوبلون [الإنجليزية] لأن وزنها بالضبط ضعف عملة 1 سكودو أي حوالي 6,77 غراما من الذهب. بالإضافة إلى تلك القطع النقدية فقد صدر مابين 1809 و 1839 قطع أخرى مماثلة تتكون من نفس المعدن والنقاء والوزن وبقيم 80 و160 و320 ريال من الصوف (2 و4 و8 سكودو).
شكلت هذه القطع بحيث تظهر صورة نصفية للملك الحاكم وبالنصف الآخر الشعار الملكي، إضافة إلى ذلك فقد نقش على النقد المكان الذي سكت فيها العملة. وسكت القطع الذهب في مدريد واشبيلية، وبالتالي تم نقش على تلك القطع النقدية إما M أو S.

| اسم العملة                                                                   | المعدن | نقاء (ml)* | وزن (g) | قطر (mm) | الجودة      | سنة السك    |
| ---------------------------------------------------------------------------- | ------ | ---------- | ------- | -------- | ----------- | ----------- |
| 8 سكودو                                                                      | ذهب    | 0,875      | 27,06   | 38,00    | Cordoncillo | 1535 و 1833 |
| 4 سكودو                                                                      | ذهب    | 0,875      | 13,53   | 31,00    | Cordoncillo | 1535 و 1833 |
| 2 سكودو                                                                      | ذهب    | 0,875      | 6,77    | 22,00    | Cordoncillo | 1535 و 1833 |
| 1 سكودو                                                                      | ذهب    | 0,875      | 3,38    | 18,00    | Cordoncillo | 1535 و 1833 |
| ½ سكودو                                                                      | ذهب    | 0,875      | 1,69    | 15,00    | Cordoncillo | 1535 و 1833 |
| * = تم تخفيض نقاء المعدن من 0.917 مل/غرام لكل قطعة إلى 0.875 للعملة الأخيرة. |        |            |         |          |             |             |

## سكودو الفضي (1864-1869)

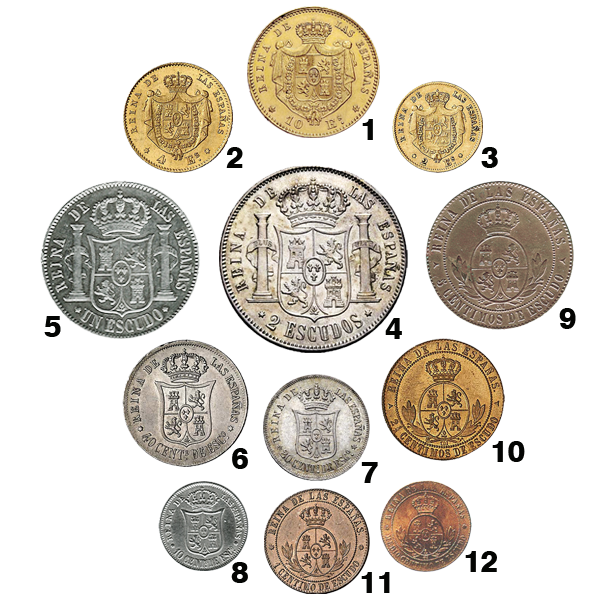
نظام نقدي مستند على السكودو الفضي.

تم تداول السكودو الثاني أو السكودو الفضي في إسبانيا خلال عهد إيزابيل الثانية ووزنه 12.5 جرام من الفضة ونقاوة 0,835 وقسم إلى 100 سنتيم للسكودو الواحد. وسبب سك تلك العملة الجديدة هو وجود العديد من الوحدات النقدية في إسبانيا من معادن متعددة مع اختلاف في النقاء والأوزان والقيم قبل استلام الملكة العرش سنة 1833. وقد بذلت عدة محاولات لتوحيد النظام النقدي الذي كان يحكمه في ذلك الوقت الريال والمارافيد في عملة واحدة. وأيضا لتتمكن إسبانيا من الدخول في اتحاد النقد اللاتيني [الإنجليزية] ليكون لديها عملة تداول وحيدة وملائمة مع النظام المتري الدولي. ولتحقيق ذلك بدأ سك السكودو الفضي سنة 1864 ليحل محل الريال، والذي بدوره قسم إلى نظام عشري من 10 أعشار أو 100 سنتيم من الريال. وأصبح 1 سكودو بعد سكه = 10 ريال. وعندما انضمت إسبانيا إلى اتحاد النقد اللاتيني حلت البيزيتا محل السكودو بحيث أضحى ½2 بيزيتا = 1 سكودو. وكان 1 سكودو فضة الذي سك لاحقا يساوي ربع قيمة سكودو الذهب السابق.
وسكت النقود من نحاس وفضة وذهب مع تحديد دقيق للأوزان وكمية المعدن ونقاوته. والقطع الصادرة هي ½ و 1 و ½2 و 5 سنتيمات من سكودو نحاس، و10 و20 و40 سنتا من سكودو فضة، و1 سكودو و2 سكودو فضة، و2 و4 و10 سكودو ذهب.
وللقطع النقدية المذكورة أعلاه خصائص تقنية مبينة في الجدول التالي:
| رقم                                                                  | اسم العملة | المعدن | نقاء (ml) | وزن (g) | قطر (mm) | الجودة         | سنة السك    | دار السك   |
| -------------------------------------------------------------------- | ---------- | ------ | --------- | ------- | -------- | -------------- | ----------- | ---------- |
| 1                                                                    | 10 سكودو   | ذهب    | 0,900     | 8,35    | 22,00    | Ley Patria Rey | 1865 و 1868 | M S        |
| 2                                                                    | 4 سكودو    | ذهب    | 0,900     | 3,34    | 18,00    | Estriado       | 1865 و 1868 | M S        |
| 3                                                                    | 2 سكودو    | ذهب    | 0,900     | 1,67    | 16,00    | Estriado       | 1865 و 1868 | M          |
| 4                                                                    | 2 سكودو    | فضة    | 0,900     | 26,00   | 37,00    | Ley Patria Rey | 1864 و 1868 | M          |
| 5                                                                    | 1 سكودو    | فضة    | 0,900     | 13,00   | 30,00    | Ley Patria Rey | 1864 و 1868 | M          |
| 6                                                                    | 40 سنتيم   | فضة    | 0,810     | 5,20    | 23,00    | Estriado       | 1864 و 1868 | B M S      |
| 7                                                                    | 20 سنتيم   | فضة    | 0,810     | 2,60    | 18,00    | Estriado       | 1865 و 1868 | M S        |
| 8                                                                    | 10 سنتيم   | فضة    | 0,810     | 1,30    | 15,00    | Estriado       | 1865 و 1868 | M S        |
| 9                                                                    | 5 سنتيم    | نحاس   | 0,999     | 12,50   | 32,00    | Liso           | 1865 و 1868 | B M J Sg S |
| 10                                                                   | ½2 سنتيم   | نحاس   | 0,999     | 6,25    | 25,00    | Liso           | 1865 و 1868 | B M J Sg S |
| 11                                                                   | 1 سنتيم    | نحاس   | 0,999     | 2,50    | 18,00    | Liso           | 1864 و 1868 | B M J Sg S |
| 12                                                                   | ½ سنتيم    | نحاس   | 0,999     | 1,25    | 16,00    | Liso           | 1864 و 1868 | B M J Sg S |
| B = برشلونة M = مدريد J = خوبيا [الإنجليزية] Sg = شقوبية S = اشبيلية |            |        |           |         |          |                |             |            |

## انتهاء العمل بالسكودو
كانت فترة سكودو الإسباني الثانية قصيرة ولكنها كانت الأساس في إدخال نظام نقدي موحد ونهائي بحيث بجعل الاقتصاد بحاجة إلى الإستقرار في ذلك الوقت. وبعد سقوط الملكة إيزابيل الثانية سنة 1869 وصدور دستور الحكومة المؤقتة، بدأ بسك البيزيتا التي 5 وحدات منها تعادل 1 سكودو فضة، واستمرت البيزيتا وحدة نقدية لإسبانيا حتى سنة 2002.